# Джилиоли, Эмиль
Эмиль Джилиоли (фр. Émile Gilioli, * 10 июня 1911 г. Париж, Франция; † 19 января 1977 г. Париж) — французский скульптор и дизайнер-абстракционист, после Второй мировой войны один из крупнейших представителей лирического абстракционизма во французской скульптуре.

## Жизнь и творчество
Эмиль Джилиоли родился в семье итальянских эмигрантов. Детство его прошло в Италии. В 1928 году он поступает учеником в кузницу, параллельно поступив на вечерние курсы в Школу декоративного мастерства в Ницце. Получив учебгную стипендию в 1931 году, Эмиль продолжает своё обучение в Высшей школе изящных искусств в Париже. В 1937 году он принимает участие в оформлении павильонов проходившей в Париже Всемирной выставки. В 1941 году в Гренобле проходит его первая персональная выставка. В 1940-е годы Джилиоли работает по заказам для церквей, а также создаёт различные монументальные скульптуры и памятники, в основном на юге Франции, в департаменте Изер, а также регионе Рона-Альпы. Среди них следует назвать Монумент мучеников в Веркоре (1951), Монумент депортированным в Изере (1949) и др.
В 1945 году скульптор переезжает в Париж и присоединяется к художественной группе «Галерея Дени Рене» (Galerie Denise René) в Салоне Новой Реальности (Salons Realité Nouvelle), а также становится одним из со-основателей «Салона молодых скульпторов» (Salons de jeune Sculpture) и вице-президентом этой руководимой Андре Блоком группы. В 1949 году он принял участие в первом «Салоне молодой скульптуры» в саду и часовне музея Родена в Париже. В первом Салоне работало 63 скульптора, среди которых Эмиль Джилиоли, Эммануэль Аурикост, Этьен Хайду, Бальтасар Лобо и Берто Лардера. В 1957 году Эмиль Джилиоли получает Большую скульптурную премию города Каррара и на следующий год, в 1958 — премию Таписсери на биеннале в Сан-Паулу (Бразилия). В 1959 году скульптор награждается «Большой премией в области искусства города Парижа». В том же году он участвует в выставке «documenta II» в Касселе (секция «пластика»). В 1974 году с успехом принимает участие на проект памятника Дагу Хаммершельду. Наиболее значимой его работой считается созданный в 1974 году и открытый Андре Мальро на плато Глиер «Монумент бойцам Сопротивления» (Monument national à la Résistance du plateau des Glières), погибшим здесь в сражении 26 марта 1944 года.
В 1962 году Эмиль Джилиоли был награждён орденом Почётного легиона.
В 1997 году музей Майоля организовал выставку в его честь с 27 февраля и по 15 мая в Париже.

## Галерея

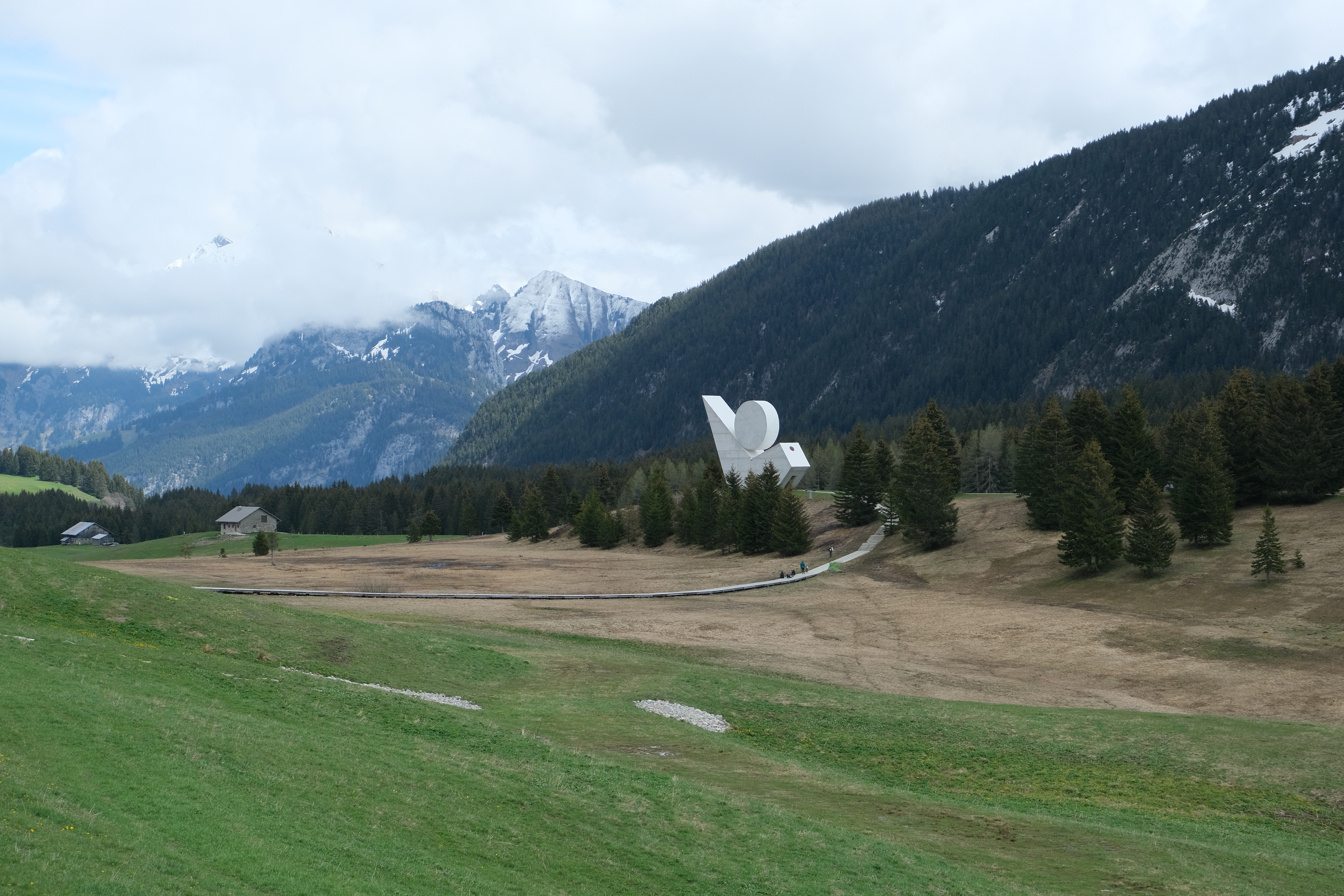
Монумент бойцам Сопротивления на плато Глиер (Верхняя Савойя)
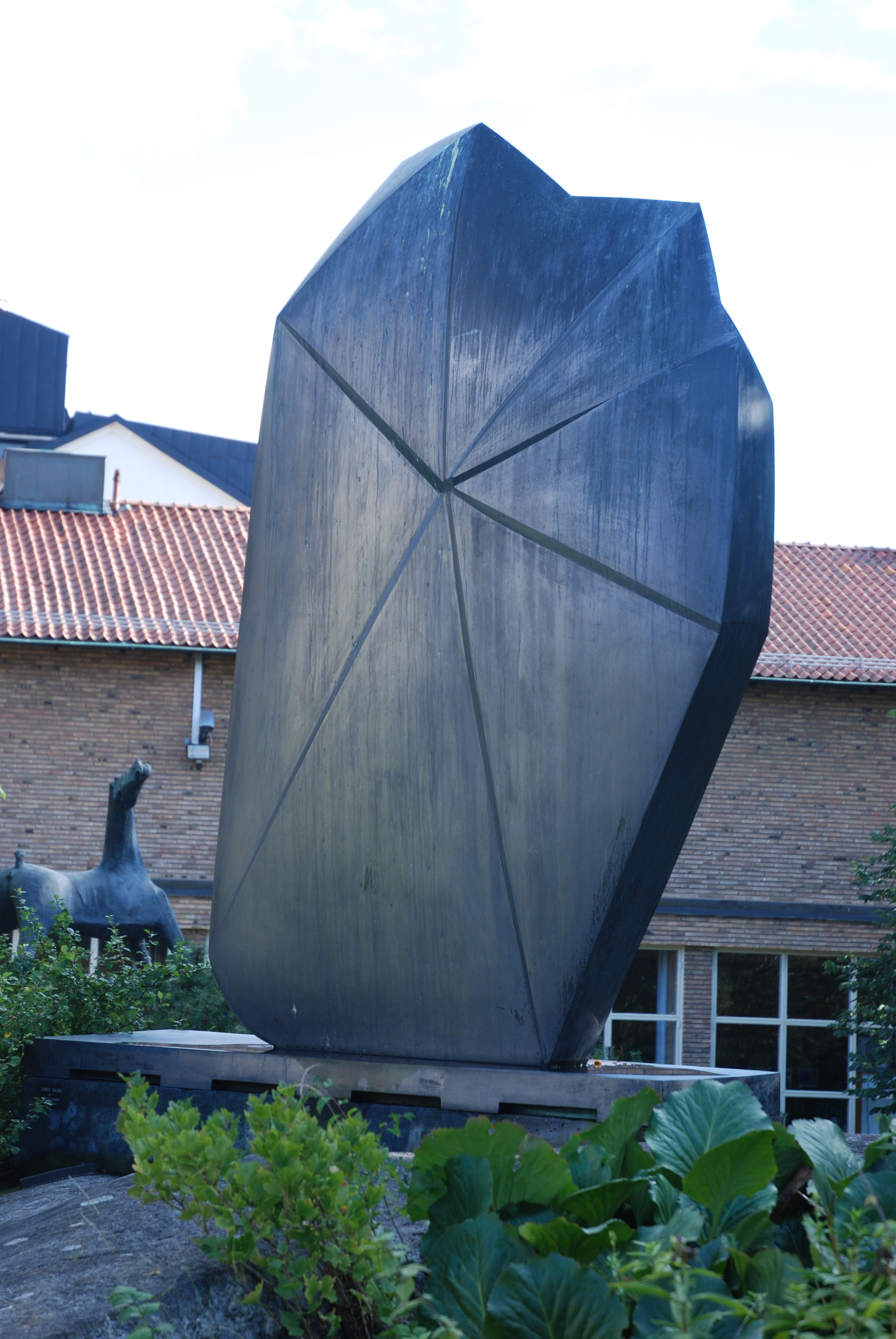
Колокольня
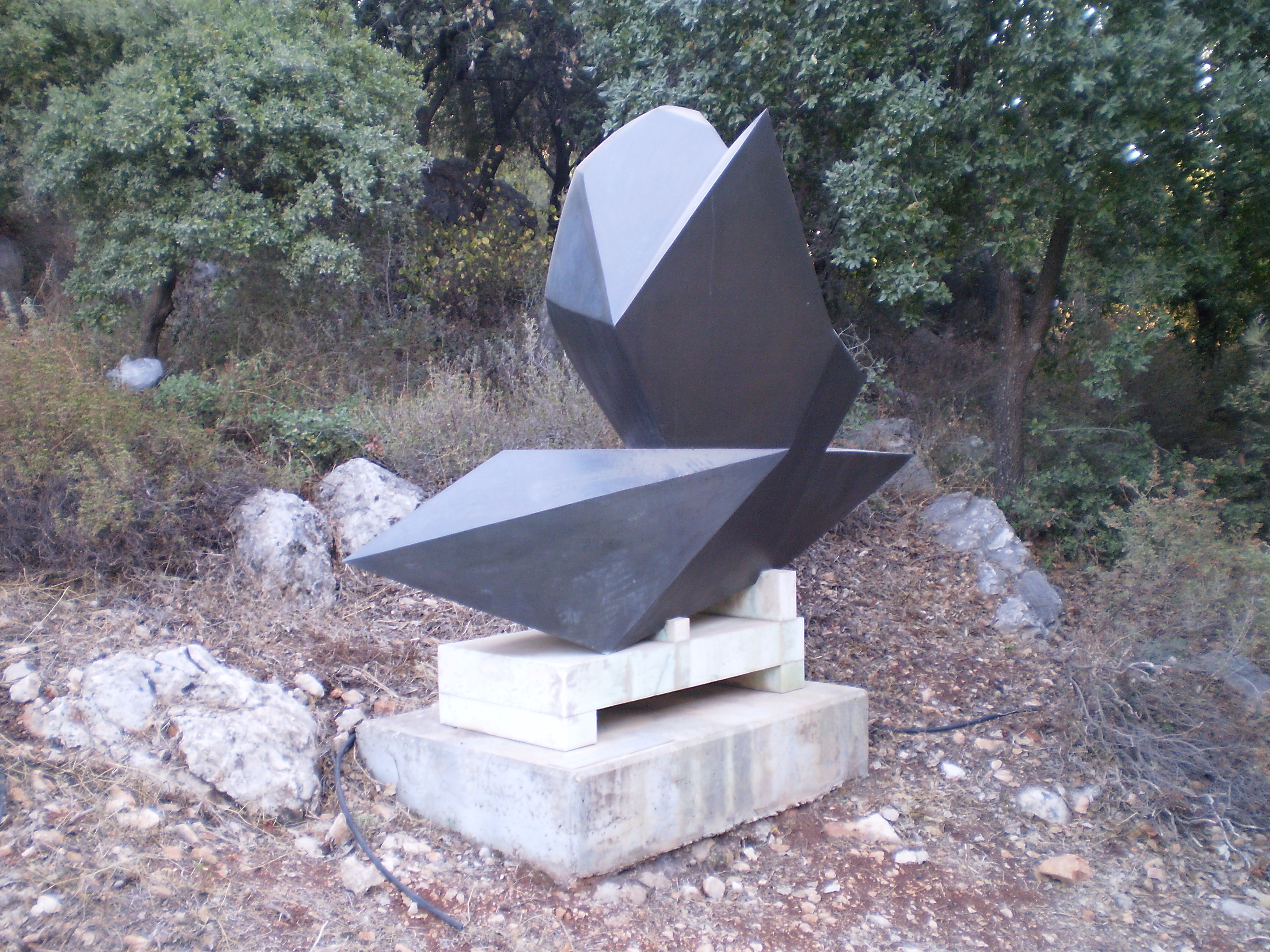
Я построил мой дом на скале
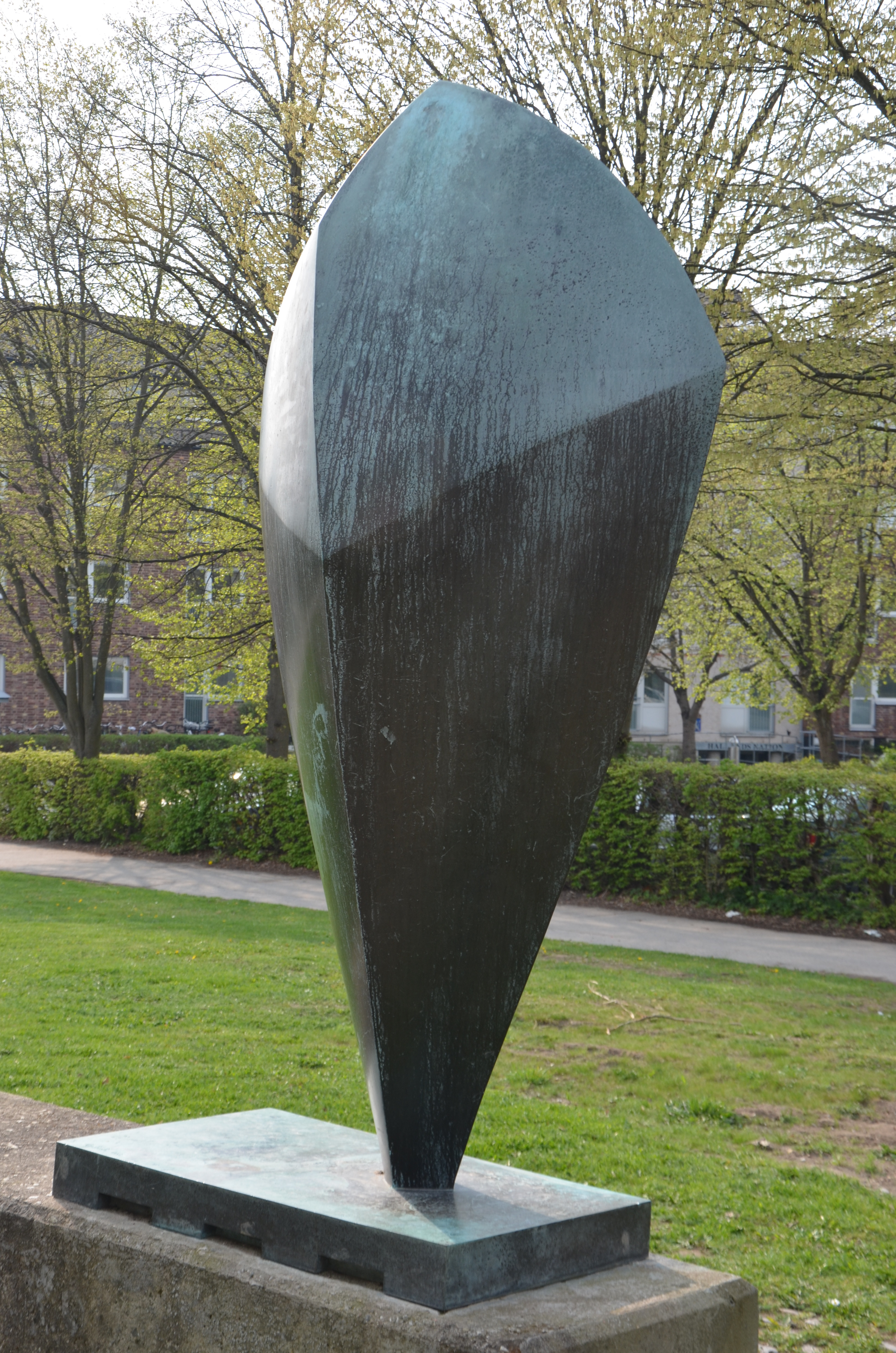
Человек-птица (Лунд, Швеция).
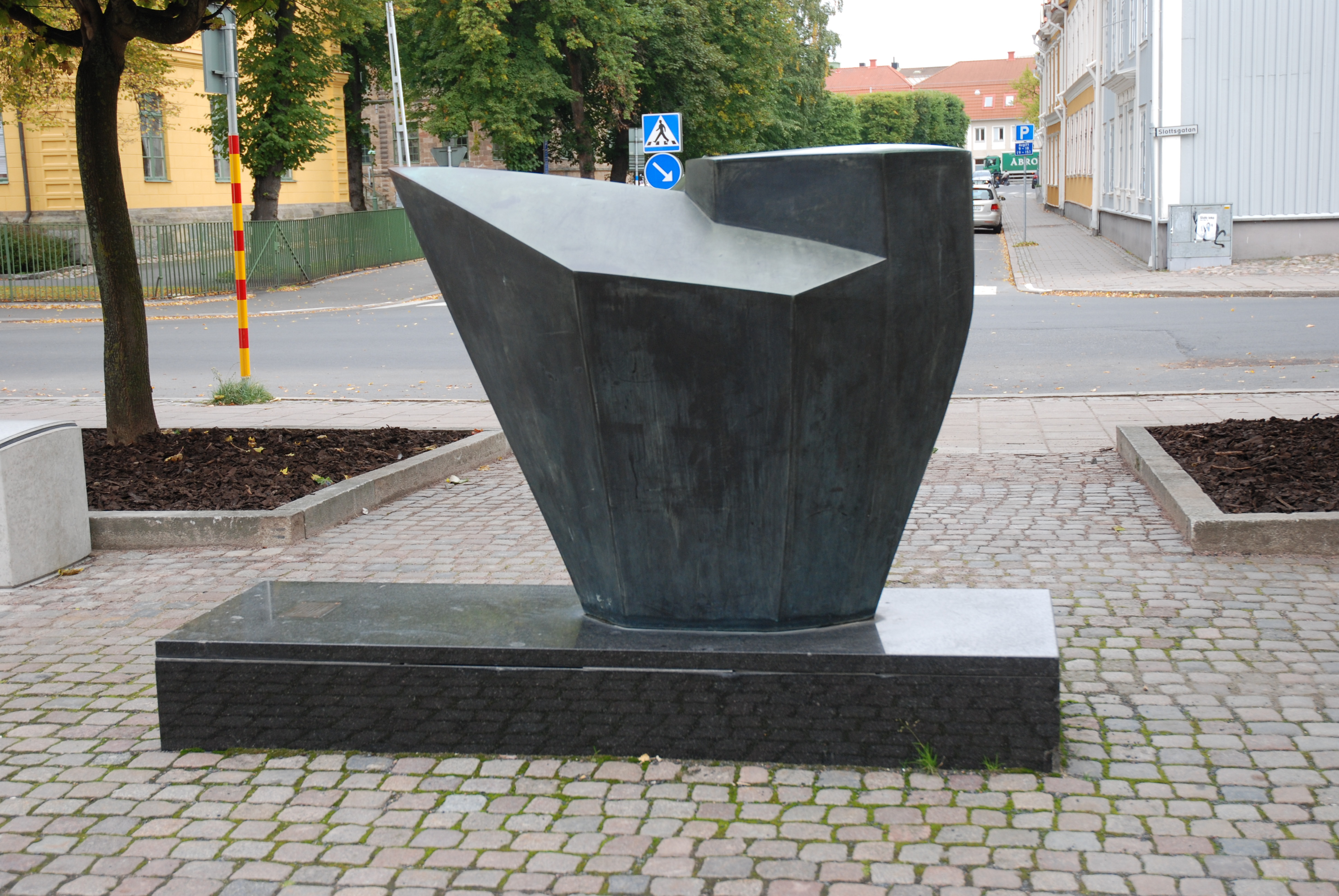
Дань уваженя